# Вулиця Загородня (Львів)
Вулиця Загородня — вулиця у Залізничному районі Львова на  Левандівці. Сполучає вулиці Повітряну з Пропелерною.

## Історія
Вулиця утворилася на початку 1920-х років в межах підміського села Левандівка. Від 1922 року — вулиця Потоцького, від 1933 року — вулиця Загорода. Сучасна назва від 1946 року. 
Забудова — одноповерховий конструктивізм 1930-х років, одноповерхова садибна. Під № 6 зберігся давній дерев'яний будинок. Пам'ятки архітектури на вулиці відсутні.